# Winkel-tripelprojectie
De Winkel-tripelprojectie was de derde kaartprojectie die Oswald Winkel presenteerde - de twee andere verschenen in 1921 - als het gemiddelde van twee andere projecties, hier de equidistante cilinderprojectie en de projectie van Aitoff.
De projectie is noch oppervlaktegetrouw noch hoekgetrouw, maar het geheel oogt prettig en in balans, zodat wereldkaarten op basis van deze projectie in veel atlassen verschenen. In 1998 verkoos de National Geographic Society deze projectie zelfs boven de Robinsonprojectie. Vaak wordt het midden van de kaart zo gekozen dat Azië net op de rechterkant van de kaart past.
Gegeven de geografische breedte {\displaystyle \beta \,} en lengte {\displaystyle \lambda \,} (in radialen) dan wordt de projectie gegeven door:
{\displaystyle x\,=R(\lambda \,\cos \,\beta _{0}+2\,w\,\alpha \,\cos \,\beta \,\sin \,{\frac {\lambda }{2}})/2}
{\displaystyle y\,=R(\beta +w\,\alpha \,\sin \,\beta )/2}
Hierin is
{\displaystyle R\ } de straal van de Aarde
{\displaystyle \beta _{0}\,=\arccos \,{\frac {2}{\pi }}} (gebruikelijke waarde)
{\displaystyle \alpha \,=\arccos(\cos \,\beta _{0}\cos \,{\frac {\lambda }{2}})}
{\displaystyle w\,={\frac {1}{\sin \,\alpha }}}